# 田中実 (科学史家)
田中 実（たなか みのる、1907年8月26日 - 1978年9月14日）は、日本の科学史家・理科教育学者。

## 人物・来歴
愛知県出身。1930年東京帝国大学理学部化学科卒、1961年「近代原子観の成立に於て化学研究が果した役割の科学史的考察 :原子観史への一寄与」で東京教育大学・文学博士。
1936年から1942年ドイツ染料合名会社技師、1943年野口研究所研究員を経て、1946年東京工業大学講師、助教授、1959年教授、1968年定年退官、名誉教授、和光大学人文学部教授を務めた。
科学史研究の草分け的存在。

## 著書
- 『原子論の誕生・追放・復活 原子と化学』（三一書房） 1949、のち新日本文庫
- 『自然科学史 原始社会より産業革命期まで』(弘文堂、アテネ文庫） 1951
- 『化学者リービッヒ』（岩波新書） 1951
- 『化学の歴史』（学芸図書、科学知識文庫） 1951
- 『原子の発見』（昆野恒絵、筑摩書房、やさしい科学の歴史） 1957、のちちくま少年図書館
- 『これからの化学』（牧書店、牧少年少女文庫） 1959
- 『自然科学概論』（森北出版） 1960
- 『たのしいじっけん』（指導、童心社のわたしのはじめてのほん、なぜなぜとききはじめた子どものためのかがくのほん） 1962.11
- 『科学をひらいた人びと』（国土社、みつばち図書館） 1965
- 『科学パズル 驚く・疑う・考える』（光文社、カッパ・ブックス） 1968、のち文庫
- 『科学と歴史と人間』（国土社、国土新書） 1971
- 『科学の歩み 物質の探求』（浅野利治え、ポプラ社、ポプラ・ブックス） 1974
- 『日本の化学と柴田雄次』（大日本図書） 1975
- 『台所でみつけた宝石 塩の結晶をしらべる』（浅野利治絵、大日本図書、子ども科学図書館） 1976.2
- 『思想としての科学教育』（大月書店、国民文庫、現代の教養） 1978.2
- 『科学教育の原則と方法 ある史的展開』（新生出版） 1978.8
- 『教師のための自然科学概論』（新生出版） 1981.7

### 共編著
- 『自然科学入門』（編、東峰書房） 1950
- 『ガラスの科学』（駒形佐和共著、あかね書房） 1951
- 『新しい理科教室』（編、新評論社） 1956
- 『理科の指導計画』（真船和夫共編、国土社） 1958
- 『どうしたら理科ができるようになるか お母さんの教育相談』（真船和夫共編著、日本評論新社） 1961
- 『中学化学の指導計画』（編、国土社、中学指導計画書シリーズ） 1962
- 『中学理科の系統学習 理科授業の現代化』（編、国土社） 1963
- 『科学史物語』（平田寛, 菅井準一共著、角川書店） 1963
- 『現代の科学・技術教育 モスクワ・シンポジウムの報告』（柘植秀臣共編、明治図書出版） 1963
- 『発明発見図説』（相川春喜, 山崎俊雄共著、岩崎書店、岩崎図説選集） 1965
- 『科学技術教育 いかに改革すべきか』（編、ダイヤモンド社） 1965
- 『科学パズル 第2集』（芦ケ原伸之共著、光文社、カッパ・ブックス） 1978.10、のち文庫
- 『自然科学の古典をたずねて』（今野武雄, 山崎俊雄共編、新日本出版社） 1978、のち改題『自然科学の名著100選』（新日本新書）
- 『お母さんの理科教室』（玉田泰太郎共著、毎日新聞学芸部編、刊々堂出版社） 1979.11

## 翻訳
- 『物質観の歴史 化学史を中心として』（スヴェドベリー、白水社、科学選書） 1942
- 『鋼の焼入と焼戻』 (ヘルバース、機械製作資料社、独逸機械工作法全書) 1942
- 『物質と電気』 (ハンフリー・デーヴイ、訳著、大日本出版、科学古典叢書) 1946
- 『オパーリンの生命のはじまり』 (駒形佐和共著、あかね書房、たのしい社会科シリーズ)  1951
- 『技術の歴史』（R・J・フォーブス、岩波書店） 1956
- 『アメリカの科学をになう人々』 (フォーチュン誌編集部編、時事通信社、時事新書） 1962
- 『技術の歴史 6 (ルネサンスから産業革命へ 下) 』（チャールズ・シンガー, E・J・ホームヤード, A・R・ホール編、訳編、筑摩書房） 1963
- 『技術文化史』（T・K・デリー, T・I・ウィリアムズ、平田寛共訳、筑摩書房） 1971 - 1972
- 『舎密開宗 復刻と現代語訳・注』（D.ウィリアム・ヘンリー原著、宇田川榕菴訳著、田中実校注、講談社） 1975